# 동율항
동율항은 전라남도 보성군 회천면 동율리에 있는 어항이다. 2003년 5월 26일 어촌정주어항으로 지정하여 관리하고 있다. 시설관리자는 보성군수이다.

## 어항 시설
- 방파제 740m, 선착장 410m, 호안도로물양장 455m

## 주요 어종
- 새꼬막, 낙지, 주꾸미